# کوین واسکوئز
کوین واسکوئز (انگلیسی: Kevin Vázquez؛ زادهٔ ۲۳ مارس ۱۹۹۳) بازیکن فوتبال اهل اسپانیا است.
از باشگاه‌هایی که در آن بازی کرده‌است می‌توان به باشگاه فوتبال سلتاویگو اشاره کرد.